# محاصره دهلی
محاصرهٔ دهلی یکی از نبردهای قاطع شورش‌های ۱۸۵۷ در هند بود. در طی این نبرد، امپراتوری بریتانیا و کمپانی هند شرقی بریتانیا، امپراتوری گورکانی (تیموری) هند را سرنگون نمودند و بر تمام هند تسلط یافتند. شورش در مقابل قدرت کمپانی هند شرقی بریتانیا، به‌طور گسترده شمال هندوستان را در بر گرفته‌بود. ولی اساساً تودهٔ قیام توسط سیپوی‌ها جرقه‌زده‌شد.